# Sussex (race bovine)
La sussex est une race bovine britannique.

## Origine
C'est une race très ancienne des îles Britanniques. Elle pourrait provenir du rameau celtique. Elle était déjà présente lors de l'arrivée des Normands en 1066, presque sous la même forme que l'actuelle. 
Au début du XIXe siècle, des races hautement sélectionnées s'imposent dans l'élevage anglais (shorthorn, longhorn, angus…). Face à cette concurrence, les races anciennes sont fondues dans les croisements chaotiques. La sussex doit sa sauvegarde à son adaptation au terroir pauvre de ses comtés d'origine au sud-est de l'Angleterre (Sussex, Hampshire, Kent et Surrey). Le registre généalogique a été ouvert en 1835. L'élevage consistait alors à fournir des vaches et bœufs de trait. Dressés pour cela, ils travaillaient de 3 à 7-8 ans avant d'être mis au vert pour être engraissés avant abattage. 
La sussex a été exportée dès 1903 en Afrique du Sud.

## Morphologie
Elle porte une robe unie brun chocolat. Les muqueuses sont claires (chair) et les cornes sont absentes. 
Sa silhouette est massive avec une poitrine ample et large sur des pattes relativement courtes. La morphologie a évolué au cours du temps en fonction des critères recherchés. Dans l'histoire de la race on cite la mémoire d'un taureau long de trois mètres et pesant 1 826 kg.

## Aptitudes

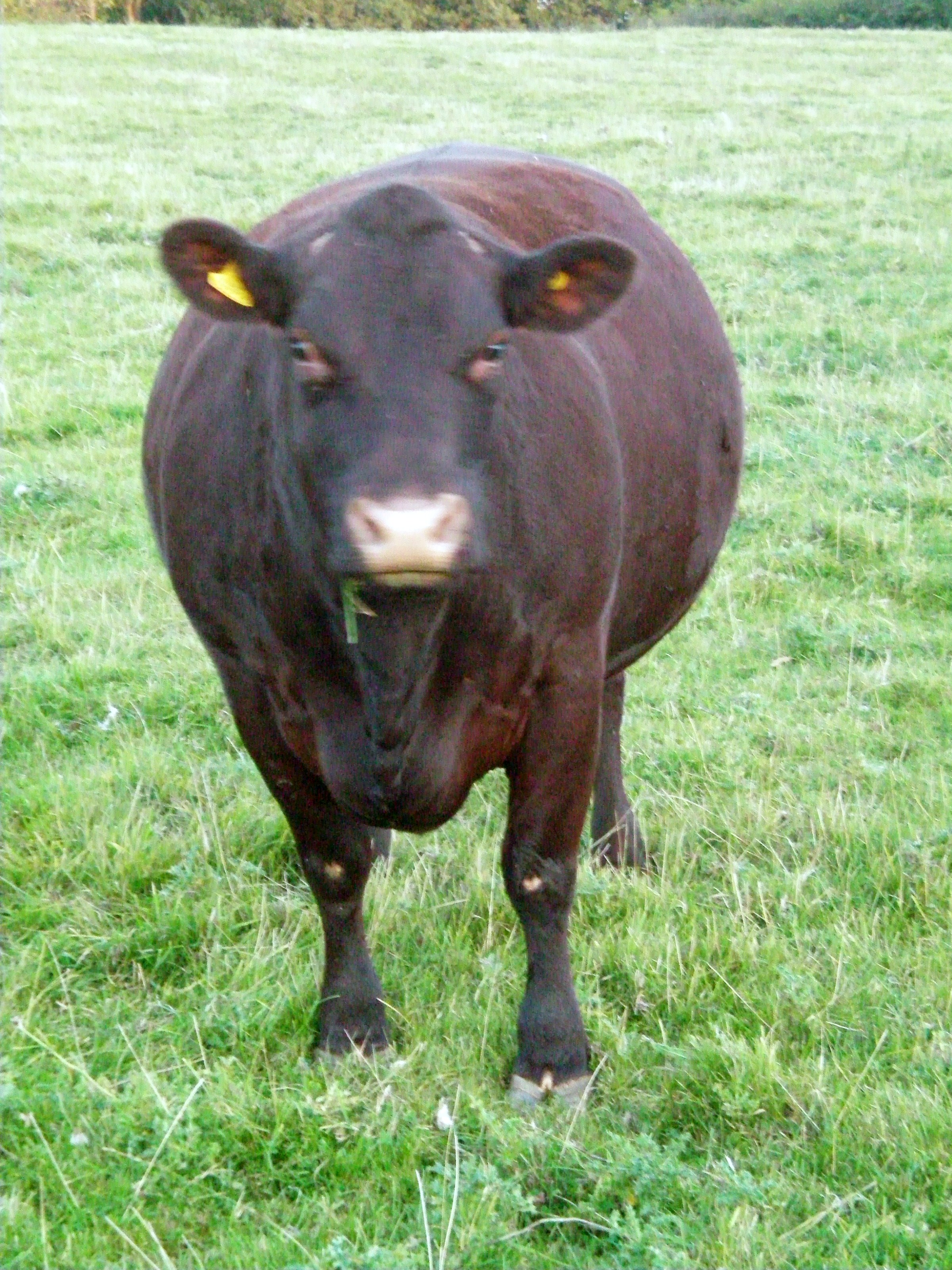

C'est une race anciennement mixte (lait, viande, travail) qui a été traite jusqu'au lendemain de la Seconde Guerre mondiale. Sa capacité laitière n'est plus aujourd'hui utilisée que pour la croissance des veaux. La qualité gustative de sa viande persillée est reconnue et la conformation de sa carcasse musclée à ossature fine est recherchée. 
La découverte de son adaptation aux régions subtropicales a contribué à son extension récente et s'ajoute à ses qualités anciennes de fertilité, vêlage facile, bonnes qualités maternelles et de longévité, efficaces transformatrices d'herbe ou docilité. De plus ses qualités génétiques en font une race de choix pour les croisements avec des zébus.